# Bled
Bled és un municipi situat al nord-oest d'Eslovènia, a la regió de l'Alta Carniola (en eslovè Gorenjska). L'any 2004 tenia 11.113 habitants.
Hom troba la seva primera menció el 10 d'abril del 1004, dia en què fou premiada per l'emperador alemany Enric II, emperador romà al bisbat d'Albuin de Brixen.
Bled és conegut pel seu llac Bled, que el converteix en una gran atracció turística. Vora del llac hi ha el castell de Bled sobre una roca. També és conegut pel seu pastís, anomenat kremna rezina o kremšnita, de l'alemany Cremeschnitte.
A causa del seu clima suau, Bled ha estat visitat per aristòcrates d'arreu d'Europa. Arnold Rikli de Suïssa contribuí molt significativament al seu desenvolupament com a centre de salut. Avui dia és un centre important de congressos i turisme que ofereix un ampli ventall d'activitats esportives (golf, pesca, equitació) i és el punt de sortida de moltes excursions a muntanyes pròximes.

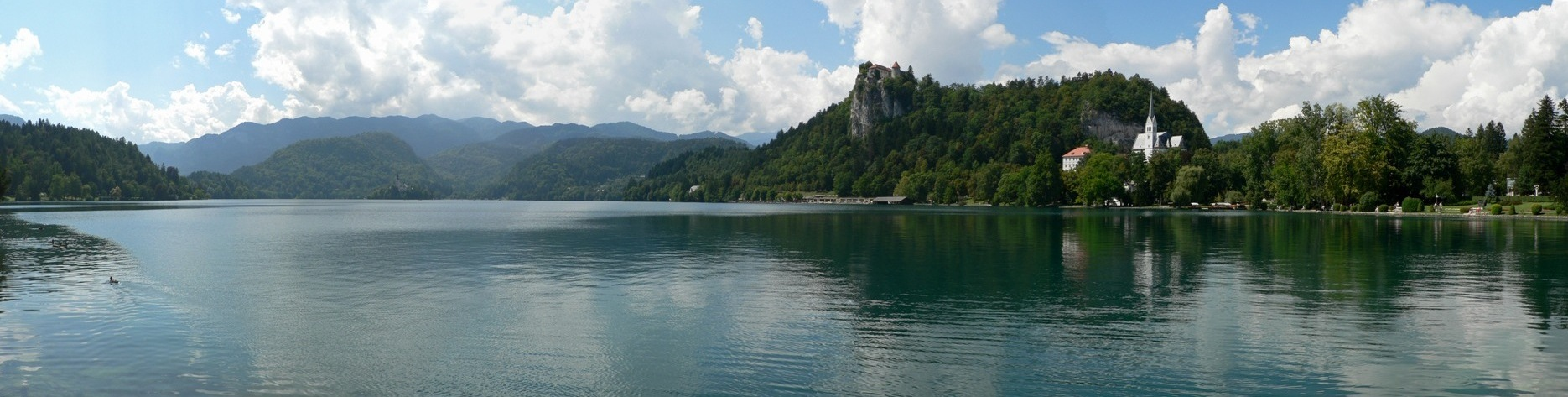
Llac de Bled

La petita illa que hi ha al bell mig del llac aixopluga una església; els visitants sovint fan sonar la campana de l'església per tenir bona sort. S'han descobert rastres humans de la prehistòria a l'illa i abans de l'església hi hagué un temple consagrat a la mitologia Živa, la deessa eslava de l'amor i la fertilitat. Es pot arribar a l'illa amb una barqueta anomenada pletna. L'església de l'illa fa 98 passes, i una tradició local fa que el nuvi d'un casament hagi de dur la seva núvia en tota aquesta distància sense que aquesta pugui dir ni una sola paraula! 